# Гулиев, Габиль Азизулла оглы
Габиль Азизулла оглы Гулиев (род. 19 апреля 1949, Астрахан-Базар) — азербайджанский актер. Народный артист Азербайджана (2000).

## Биография
Габиль Гулиев родился 19 апреля 1949 года в селе Тахирли Джалилабадского района. Первое образование он получил в 8-летней сельской школе, среднее образование — в средней школе № 1 Джалилабадского города. Окончив в 1966 году 10-й класс средней школы, он начал обучение в Бакинском училище нефтяной промышленности, которое окончил с отличием в 1968 году. В 1968 году поступил на формальное отделение факультета «Актерское мастерство драмы и кино» Азербайджанского государственного художественного института имени М. А. Алиева. Учился в классе народного художника Азербайджана Алигейдара Алекперова и профессора Рзы Тахмасиба. В студенческие годы работал сначала декоратором, а затем актером второго плана Академического государственного драматического театра. После окончания института в 1972 году он хотя и был направлен в Сумгаитский государственный музыкально-драматический театр, но не согласился на это назначение, пошел на военную службу и служил на военной кинобазе киностудии «Мосфильм» в Москве. Здесь он принимает участие в съемках массовых сцен и познает секреты каскадерского искусства. Через год он закончил военную службу и вернулся на родину, связав свою судьбу с Лянкяранским государственным драматическим театром.
Он женат и имеет двух дочерей. Он старший брат народного артиста Нураддина Мехдиханлы.

## Творчество
С 1973 года работает актером Лянкяранского государственного драматического театра имени Наджаф бек Вазирова. Он сыграл более чем в 100 пьесах. Он снялся в нескольких художественных фильмах. В течение 12 лет преподавал этику, эстетику и культурологию в Лянкяранском государственном университете.

## Роли на театральной сцене
- М. Мусиенко. «Поколения слышат» — Капитан Карташов (1974)
- Наби Хазри. «Ты горишь» — Янар (1974)
- Назым Хикмет. «Первый день праздника» — Фируз (1974)
- Джафар Джаббарлы. «Огтай Елоглу» — Октай (1975)
- Уильям Шекспир. «Зимняя сказка» — Поликсен (1976)
- Самед Вургун. «Вакиф» — Каджар (1976)
- Рустам Ибрагимбеков. «Женщина за зеленой дверью» — Салех (1976)
- М. Гусейн. «Пламя» — Камалов (1978)
- Н. Мирошниченко. «Третье поколение» — Уолтер (1978)
- Я. Гусейнов. «Жил-был человек» — Мурсагулу (1979).
- Ильяс Эфендиев. «Семья Атаевых» — Шахсуваров (1980).
- Гранат. «Летние дни города» — Шамхал (1980).
- Джалиль Мамедгулузаде. «Мертвые» — Александр (1983)
- В. Вишневский. «Трагедия оптимизма» — Капитан (1983).
- Самед Вургун. «Фархад и Ширин» — Хосров (1984)
- Узеир Гаджибеков. «Из прошедших» — Мирза (1985)
- В. Гусейнов. «Шутка во сне» — Лятиф Лелаевич (1985).
- Фридрих Шиллер. «Беглецы» — Фон Моор (1985)
- Бахтияр Вагабзаде. «После дождя» — Аслан (1989)
- Николай Гоголь. «Ревизор» — Земляника (1989).
- Ш. Гурбанов. «Без тебя» — Фархад (1989)
- С. Стратиев. «Автобус» — Смарт (1990)
- Назым Хикмет. «Меч Демокла» — AB (1992)
- Ю. Эдлис. «Игра теней» — Антонио (1995)
- Б. Нусич. «Дама министра» — Нинкович (2003).
- Софокл. «Царь Эдип» — Эдип (2007)
- Вопрос: Фигейредо. «Эзоп» — Ксанф (2008)
- М. Хубаи. «Нерон» — Павел (2009)

## Фильмография
1. Гюрза (фильм, 2008) (художественный сериал) (роль: судья)
2. 2 (фильм, 2009) (короткометражный игровой фильм) (роль: отец)
3. Джавад Хан (фильм, 2009) (художественный фильм) (роль: Грузин Александр)
4. Старая мельница (фильм, 2009) (художественный сериал) (роль: Чингисхан)
5. Турбулентность 2 (фильм, 2011)
6. Дорога (фильм, 2011) (короткометражный художественный фильм) (роль: профессор)
7. Гыз юкю (фильм, 2013—2014) (художественный сериал) (роль: Камил)
8. Слёзы любви (телесериал, 2013) (художественный сериал) (роль: Бахадур)

## Награды
- Заслуженный артист Азербайджана (1979)[2]
- Народный артист Азербайджана (2000)[2]
- Награды Президента (9 мая 2012; 30 апреля 2014[4]; 6 мая 2015[5]; 6 мая 2016[6]; 1 мая 2017[7]; 9 мая 2018[8]; 10 мая 2019[9])
- Премия «Почет» Союза театральных деятелей Азербайджана (2009)[3]
- индивидуальная стипендия Президента Азербайджана (7 мая 2020)[10]